# Хуай Тямпасакський
Хуай (1780–1841) — сьомий володар королівства Тямпасак за умов сіамської окупації.

## Біографія
Був сином віцекороля Унґи, вбитого 1781 року за наказом сіамського короля Таксина. 1827 року після ув'язнення його попередника, короля Ньо, який брав участь у невдалому повстанні свого батька, короля В'єнтьяну Анувонґа проти сіамського панування, Хуая призначили новим правителем Тямпасаку.
До того Хуай був пажем при дворі Рами I, а потім дослужився до генеральського звання в сіамській армії. Під час повстання Анувонґа саме Хуай зумів захопити в полон короля Ньо та доставити його до Бангкока, за що й отримав трон Тямпасаку.
1829 року королівство Тямпасак було фактично окуповано Сіамом, а правління короля стало суто формальним. 1840 року король Рама III призначив на посаду віцекороля Тямпасаку молодшого брата Хуая, Нарка, який уже наступного року, після смерті брата, став новим королем.